# Саратовский авиационный завод
Сара́товский авиацио́нный заво́д (САЗ) — авиастроительное предприятие в Саратове, функционировавшее до 2012 года. Производило самолёты ОКБ Яковлева, — истребители Як-1 и Як-3, пассажирские Як-40, Як-42, палубные самолёты с вертикальным взлётом и посадкой (СВВП) Як-38, а также самолёты и вертолёты других КБ. С 1931 до 1937 года существовал как Саратовский завод комбайнов (СЗК) имени Б. П. Шеболдаева и производил зерноуборочные комбайны собственной марки «СЗК».

## История завода
В 1929 году V Всесоюзный съезд Советов СССР принял решение о строительстве в Саратове завода по производству сельскохозяйственных машин. Выполняя это решение, трест Сельмаш создал 8 июля 1929 года в Саратове бюро по постройке завода сложных молотилок и зерноочистительных машин. Осенью 1929 года были созданы строительные организации — стройбюро Сельмаша, стройбюро промстроительства и контора строительных работ. Участок под строительство завода был выбран на окраине города недалеко от Волги.
Первым объектом на стройке стал дом на жилучастке (около школы № 15). На площадке, где находился кинотеатр «Темп» (построен за 53 дня — отсюда и название),теперь это здание занимает театр "Версия", построили бараки, где разместились столовая, контора строительства, рабочее общежитие, магазин.
В мае 1930 года было решено перепрофилировать строящийся в Саратове завод сельскохозяйственных машин на производство комбайнов. Постановлением ВСНХ СССР Саратовский завод комбайнов был включён в список 518 ударных строек пятилетки.
Параллельно со строительством жилого посёлка велись работы и по закладке производственных корпусов. 26 июня 1930 года (в день открытия XVI съезда ВКП (б)) были заложены фундаменты двух основных цехов завода — механосборочного и ремонтно-инструментального. Этот день стал официальной датой начала строительства Саратовского завода комбайнов.
16 декабря 1930 года Президиум ВСНХ СССР рассмотрел вопрос о строительстве Саратовского завода комбайнов и принял решение всемерно форсировать его сооружение. Был назначен срок окончания строительства — 1 января 1932 года.
Параллельно со стройкой велась подготовка кадров рабочих и инженеров, разработка комбайна, впоследствии получившего торговую марку «СЗК».
13 ноября 1931 года прибыл и приступил к выполнению своих обязанностей первый директор Саратовского завода комбайнов Витчинкин Михаил Львович.
Сборка конвейеров стала последним этапом работы перед пуском завода. Наконец наступил знаменательный день 31 декабря 1931 года. В репортаже газеты «Поволжская правда» № 346 за 31 декабря 1931 года рассказывалось:

4 часа. Под звуки оркестра комбайн вышел из цеха. Открывает митинг начальник строительства Смирнов Иван Никитович:
— Сегодня мы празднуем новую победу. Выпускаем первый комбайн крупнейшего в мире завода комбайнов. Слушай страна, нет больше «Комбайнстроя», есть Саратовский завод комбайнов.

31 декабря 1931 года считается официальной датой рождения Саратовского завода комбайнов имени товарища Шеболдаева.
4 января 1932 года приветственную телеграмму в адрес руководства Саратовского завода комбайнов и его работников направил Иосиф Сталин.
Стройка была закончена, началось массовое производство сельскохозяйственной техники, основным изделием был комбайн «СЗК». Завод из года в год наращивал производство комбайнов. За первые шесть лет напряжённого труда коллектив завода внёс большой вклад в развитие сельскохозяйственного производства в Поволжье, Сибири и на Дальнем Востоке, выпустив более 39000 единиц хлебоуборочной техники.
Волна сталинских репрессий коснулась и руководства завода. Был арестован[когда?] и затем расстрелян директор М. Л. Витчинкин (посмертно реабилитирован в 1957 году, после смерти Сталина). 

### Великая Отечественная война
В связи с угрозой военного нападения на СССР, 5 августа 1937 года в соответствии с решением Совета Труда и Обороны СССР Саратовский завод комбайнов имени товарища Шеболдаева был переориентирован на производство авиационной техники, получив название «Завод № 292 НКАП». С 3 декабря 1937 года Саратовский завод комбайнов стал Саратовским авиационным заводом. В 2023 году 3 декабря назван Днём саратовских авиастроителей.
В апреле 1938 года на завод прибывает новый директор — Малахов Фёдор Сергеевич.
По указанию нового директора началась полная перепланировка предприятия. Переставлены и смонтированы заново сотни станков, изготовлены тысячи специальных приспособлений, штампов, огромное количество инструмента, создана новая авиационная технология. Сооружён заводской аэродром.
Главным инженером завода с 15 декабря 1937 года по 12 апреля 1938 года был Мирошниченко Николай Яковлевич, впоследствии по февраль 1947 года работавший главным технологом, а затем с 10 февраля 1947 года по 6 августа 1968 года снова работавший в должности главного инженера.
28 октября 1938 года с аэродрома завода взлетел первый самолёт — скоростной разведчик Р-10, обладавший солидной по тем временам для самолётов своего класса скоростью в 370 км/ч. В период с 1938 по 1940 год завод изготовил 135 таких самолётов.
В июле 1939 года совершил испытательный полёт истребитель И-28 конструкции В. П. Яценко. Это была первая в СССР машина с двигателем воздушного охлаждения, которая на высоте 5000 метров показала скорость 576 км/ч. Однако, в связи со сложностью её изготовления от дальнейшего производства И-28 отказались.
С июня 1940 года предприятие возглавил Израиль Соломонович Левин. 
В июне 1940 года заводу было поручено в трёхмесячный срок освоить серийный выпуск созданного молодым авиаконструктором А. С. Яковлевым истребителя Як-1. С этого года началось многолетнее сотрудничество завода с ОКБ им. Яковлева. В октябре 1940 года первые три самолёта Як-1 поднялись в воздух.
22 июня 1941 года началась Великая Отечественная война. Многие работники завода ушли на фронт. Их заменили женщины и подростки. Люди работали по лозунгу «Всё для фронта, всё для победы».
Коллектив Саратовского авиационного завода одним из первых в СССР 11 июня 1942 года получил Переходящее Красное Знамя Государственного Комитета обороны за победу во Всесоюзном социалистическом соревновании по отраслям промышленности. Коллектив Саратовского авиационного завода удерживал знамя шесть месяцев подряд.
26 июля 1942 года Саратовский авиационный завод был награждён высшей наградой СССР — орденом Ленина. Многие работники завода также были удостоены государственных наград.
В феврале 1943 года был испытан и принят к производству самолёт Як-1М. Среднемесячный выпуск самолётом Як-1М достиг 310—320 штук.

С началом Великой Отечественной войны Саратовский авиационный завод являлся одной из самых желанных целей для фашистской авиации. 24 июня 1943 года немецкие бомбардировщики в ходе ночного налёта сбросили на завод свыше ста фугасных бомб весом 500—1000 кг, что привело к разрушению 70 % производственных площадей завода и уничтожению 60 % оборудования. Сгорело 10 цехов и 23 железнодорожных вагона с сырьём, 15 работников завода погибло. Однако, несмотря на столь значительный урон, уже 29 июня началась сборка самолётов Як-1. 10 июля 1943 года вышло постановление Государственного Комитета Обороны № 3725 «О мерах неотложной помощи по восстановлению завода № 292» . Государственный комитет обороны установил срок восстановления завода к 1 октября 1943 года. Завод был восстановлен на семнадцать дней раньше срока: 13 сентября 1943 года завод вышел на выпуск такого же количества самолётов, что и до авианалёта.
- Цеха Саратовского авиационного завода после налёта фашистских бомбардировщиков 24 июня 1943 года

В январе 1944 года заводом было освоено производство боевого истребителя Як-3.
Вкладом коллектива Саратовского авиационного завода в Победу над гитлеровской Германией стали выпущенные во время войны истребители Як-1 (8668 шт.) и Як-З (4009 шт.), автоматы ППШ, корпуса гранат Ф-1, мины, зенитные установки. На саратовских самолётах сражались французские лётчики полка «Нормандия-Неман» и польского полка «Варшава».
2 июля 1945 года Саратовский авиационный завод за огромный вклад в Победу был награждён орденом Трудового Красного Знамени. На вечное хранение было передано Красное знамя Государственного Комитета обороны, которое 28 раз в годы войны присуждалось Саратовскому авиационному заводу по итогам Всесоюзного социалистического соревнования.

### Вторая половина XX века
После войны сотрудничество Саратовского авиазавода и ОКБ Яковлева продолжилось. 19 апреля 1946 года был испытан первый учебно-тренировочный самолёт Як-11. Этот самолёт с цельнометаллическим крылом стал важной ступенью для перехода в будущем на производство реактивной авиационной техники. Всего было выпущено 1710 самолётов Як-11, на которых прошли обучение тысячи лётчиков СССР и других стран.
30 апреля 1949 года завод испытал первый реактивный истребитель конструкции Лавочкина Семёна Алексеевича Ла-15. Он имел необычайно малый вес для реактивного самолёта — 3850 кг, максимальную скорость — 1026 км/ч, был лёгок в управлении. Всего заводом было выпущено 46 самолётов Ла-15.
Ещё более высокие боевые качества имел одноместный многоцелевой истребитель Миг-15 генеральных конструкторов Микояна Артёма Ивановича и Гуревича Михаила Иосифовича. В октябре 1950 года серийный МиГ-15, изготовленный саратовскими самолётостроителями, совершил свой первый испытательный полёт. Всего саратовскими авиастроителями было выпущено 1045 самолётов МиГ-15.
В июле 1950 года директор Саратовского авиационного завода генерал-майор инженерно-технической службы Левин Израиль Соломонович был переведён на другую работу в Москву. Новым директором Саратовского авиационного завода с 14 августа 1950 года стал Шибаев Алексей Иванович. 28 мая 1952 года вертолёт Ми-4 конструкции КБ Михаила Миля прошёл контрольные заводские испытания, а с декабря того же года завод приступил к серийному производству этого вертолёта. Ми-4 широко использовался в народном хозяйстве СССР в качестве пассажирского, санитарного, для тушения лесных пожаров, для работы в Арктике и Антарктике. На Ми-4 установлено 8 мировых рекордов. На всемирной выставке в Брюсселе этот вертолёт был награждён золотой медалью. Всего саратовскими авиастроителями было выпущено 152 вертолёта Ми-4.
1 января 1953 года на заводской аэродром было вывезено 2 вертолёта Як-24. Этот «летающий вагон» в 1950-е годы был самым большим в мире вертолётом. Заводом было выпущено 2 вертолёта. В 1953 году миссия сборки вертолёта Як-24 была передана заводу № 272 в Ленинград.
После освоения вертолётов завод опять начал возвращаться к своему прямому назначению — производству самолётов. Завод испытал и начал производство всепогодного, ночного истребителя-перехватчика Як-25. В период с 1954 по 1957 год на заводе было выпущено 483 самолёта Як-25.
В июле 1955 года директор завода Шибаев Алексей Иванович был избран вторым секретарём Саратовского обкома КПСС и 27 июля 1955 года покинул пост директора. В августе 1955 года на пост директора Саратовского авиационного завода был назначен Дубовиков Борис Александрович. 
Под руководством Бориса Дубовикова на заводе была создана система бездефектного изготовления и сдачи продукции с первого предъявления. Под названием «Саратовская система» она получила распространение в стране, способствовала переходу к научному управлению качеством.
В 4 квартале 1956 года завод приступил к подготовке производства 2-х новых сложных самолётов Як-27Ф и Як-27ЖРД. Освоением и выпуском данных моделей завод занимался в 1957 году. В конце 1957 года началась подготовка производства высотного разведчика Як-27Р, а в 1959 году начато его серийное производство. Самолёт Як-27Р, имел скорость 1190 км/час, потолок 19000 м, мощное вооружение. Всего саратовскими авиастроителями было выпущено 180 самолётов Як-27 в семи модификациях. 
В июле 1957 года директора Саратовского авиационного завода Дубовикова Бориса Александровича переводят на другую работу — председателем Саратовского Совета народного хозяйства. В июле 1957 года завод возглавил опытный инженер и руководитель Денисов Николай Семёнович. 
В 1956 году было принято решение о начале выпуска на Саратовском авиационном заводе разработанной в МКБ «Факел» под руководством Грушина П. Д. зенитной управляемой ракеты 11Д (B-750B), входившей в состав первого передвижного ЗРК С-75. В 1959 году первые изготовленные САЗом ракеты были успешно испытаны и началась их поставка (в основном армиям иностранных государств). Первый боевой пуск состоялся 7 октября 1959 года. Тогда в небе Китая был сбит высотный самолёт-разведчик RB-57, а подлинным триумфом С-75 стало уничтожение в 1960-х годах самолётов-шпионов U-2: 1 мая 1960 года у города Свердловска, с пытавшимся пересечь территорию СССР лётчиком Ф. Пауэрсом, 27 октября 1962 года над Кубой, 8 октября 1966 года в небе Вьетнама. Особую роль зенитные ракеты, изготовленные Саратовским авиационным заводом, сыграли во время войны во Вьетнаме. С 1965 по 1972 год в эту страну было поставлено 7568 ракет. С их использованием было проведено 3228 боёв, во время которых было сбито 1293 американских самолётов различных типов, в том числе 54 стратегических бомбардировщика B-52.
В 1960 году был освоен и выпущен первый широкоуниверсальный фрезерный станок модели 675П. В 1961 году начато его серийное производство, для чего были специально созданы конструкторские и технические отделы, механосборочный цех № 25.
В 1960 году по заданию Областного комитета КПСС и Совета народного хозяйства области была оказана большая техническая помощь строительству завода технического стекла в Саратове. Изготовлена и сдана 1-я очередь поточной линии производства оконного и витражного стекла и заканчивалось изготовление 2-й очереди. Всего истрачено на выполнение заказа завода «Техстекло» 40764 нормочасов.
В 1962 году производились силосоуборочные комбайны СК-2,6.
В 1963 году было начато освоение и производство клеточной батареи «КБМ-2» для птицефабрик. Этот агрегат предназначен для выращивания цыплят на мясо на птицефабриках и крупных птицефермах. Он оборудован механизмами и устройствами для механизированной раздачи кормов, механизмами очистки батареи от помёта и подачи воды в поилки, резко уменьшает применение ручного труда, повышает культуру производства. «КБМ-2» был награждён золотой медалью ВДНХ.
В том же году авиастроители оказали большую помощь городскому транспорту Саратова. В цехах завода был организован капитально-восстановительный ремонт троллейбусов. Доставленные на завод волоком, совершенно изношенные машины, старательными и умелыми руками рабочих завода превращались в сверкающие краской и лаком, будто новые троллейбусы.
В 1963 и 1964 году производились многоцелевые сверхзвуковые реактивные самолёты Як-28. Но из-за подготовки производства самолётов Як-36 и Як-40, а также из за перегрузки мощностей, от дальнейшего производства Як-28 на заводе отказались.
В 1964 году по кооперации изготавливалось крыло к самолёту Ан-2, который использовался для обработки полей колхозов и совхозов на целинных и залежных землях. Эта срочная работа велась без уменьшения выпуска основной продукции. Изготавливалось дополнительное крыло Ан-2 в течение нескольких лет.
В это время начато производство детских санок, алюминиевой посуды, раскладных кресел, детских игрушек.
Во второй половине 1965 года завод получил задание освоить производство пассажирского турбореактивного самолёта Як-40. 28 июня 1967 года совершил первый полёт самолёт Як-40. Экипаж: первый лётчик — испытатель Исаев Анатолий Михайлович, второй лётчик — испытатель Работа Василий Григорьевич, бортинженер — испытатель Тарасов Владимир Алексеевич. В 1968 году Як-40 вышел на внутрисоюзные трассы Аэрофлота. Заводом до 1980 года было выпущено 1006 самолётов Як-40, из них 119 на экспорт, в 19 стран мира. Самолёт получил сертификаты лётной годности Италии, ФРГ, других стран. Самолёт постоянно совершенствовался, дорабатывался. Вначале он был рассчитан на 24 пассажирских места. В 1973 году начался выпуск самолёта Як-40 на 32 пассажирских места. Як-40 выпускался в различных модификациях: в салонном, грузопассажирском, грузовом варианте. Для оперативного решения транспортных вопросов при заводе был создан лётно-транспортный отряд, укомплектованный самолётами Як-40. За многолетнюю эксплуатацию самолёт Як-40 зарекомендовал себя надёжным и неприхотливым. Самолёт Як-40 эксплуатируется и до настоящего времени.
2 августа 1965 года исполнилось 35 лет со дня выпуска в свет первого номера газеты «Даёшь комбайн», в последующие годы «Заводская правда», «Знамя коммунизма», а с начала 1990-х годов, когда изменился общественный строй и не стало СССР, газета получила новое название «Авиастроитель».
В 1968 году на предприятии появляются станки с числовым программным управлением. 2 июля 1969 года на территории завода открылся мемориальный комплекс. На стене мемориала высечены фамилии более 300 работников Саратовского авиационного завода, погибших в годы Великой Отечественной войны, в том числе при авианалёте на завод 24 июня 1943 года. У подножия мемориала была замурована урна со священной для каждого землёй Мамаева кургана, доставленной комсомольцами завода из Волгограда.
Ежегодно в День Победы стали проводить дни открытых дверей. В этот день дети, внуки работников завода могли увидеть продукцию, рабочие места, где трудятся их родные.
22 апреля 1970 года был открыт Музей Трудовой и боевой славы Саратовского авиационного завода. В этом музее были собраны экспонаты истории завода.
В конце 1970 года на заводе был создан и начал работу Совет ветеранов войны и труда. Было принято решение — почётное звание «Ветеран труда САЗ» присваивать мужчинам за безупречную работу на заводе не менее 30 лет и женщинам за не менее 25 лет безупречного труда. Впоследствии сроки работы на заводе были сокращены на 5 лет, то есть мужчинам — 25 лет и женщинам — 20 лет.
В сентябре 1974 года проведены лётные испытания серийного образца самолёта вертикального взлёта и посадки Як-36М, ставшего прототипом штурмовика Як-38. Первая посадка двух самолётов Як-36М на авианесущий крейсер «Киев» состоялась 18 мая 1975 года. В период с 1974 по 1989 год завод выпустил более 200 штурмовиков корабельного базирования Як-38.
В 1976 году начато освоение и производство дождевальных фронтальных установок ДФ-120 «Днепр».
В 1976 году началось освоение и подготовка производства 120-местного самолёта Як-42. Освоение Як-42 велось без прекращения производства самолётов Як-40. Это усложняло работу. Но главная трудность была в другом: необычными для заводчан оказались большие по размерам, сложные по технологии и обработке детали. Переход к серийному выпуску Як-42 стал для завода новым рубежом технического прогресса. Пришлось провести перепланировку цехов, создать специальные участки для сборки крупных агрегатов, освоить новые материалы и технологические процессы.
28 октября 1977 года из сборочного цеха был вывезен и направлен на заводской аэродром для проведения испытаний первый саратовский Як-42.
26 сентября 1977 года был торжественно открыт обелиск-монумент самолёту Як-3 на проспекте Энтузиастов в присутствии многочисленных работников завода, членов их семей, гостей, руководителей области, города, Заводского района. Первый камень в обелиск был заложен 9 мая 1975 года. На опоясывающем кольце памятника сделана надпись: «Героям фронта и тыла 1941—1945 годов». Далее надпись: «Самолёт Як-3 установлен в честь советских лётчиков и коллектива дважды орденоносного Саратовского авиационного завода, выпускавшего эти истребители в годы Великой Отечественной войны». После награждения завода в 1982 году орденом Октябрьской революции надпись на опоясывающем кольце была скорректирована («…коллектива трижды орденоносного Саратовского авиационного завода…»). 11 ноября 2020 года памятник был включён в единый государственный реестр объектов культурного наследия (памятников истории и культуры) народов Российской Федерации.
В январе 1979 года переходит на другую работу директор завода Денисов Николай Семёнович. На должность директора завода назначается выросший в этом коллективе Кривохижин Александр Иванович. Он вложил много труда в техническое перевооружение, внедрение оборудования с программным управлением, освоение новых видов авиационной техники, за что был удостоен звания Лауреата Государственной премии СССР в 1977 году.
В 1979 году завод приступил к изготовлению ракет класса «воздух-поверхность» 112Э Генерального конструктора, Героя Социалистического Труда Селезнёва Игоря Сергеевича. Ракета отличалась большой технологичностью в изготовлении и высокой точностью поражения цели.
21 января 1982 года Указом Президиума Верховного Совета СССР за заслуги в создании и освоении новой авиационной техники и связи с 50-летием Саратовский авиационный завод был награждён орденом Октябрьской Революции.
Выпускались в большом количестве товары народного потребления: посуда алюминиевая, детские игрушки, санки детские, кресла раскладные, ложки, вилки, коляски детские прогулочные, велосипеды «Космос», сумки переносные с тележкой, лестницы алюминиевые.
С июня 1985 года директором завода стал Коняшко Вилли Григорьевич. При нём продолжился курс на совершенствование самолёта Як-42, увеличение его выпуска, а также выпуска другой продукции. Коняшко Вили Григорьевич проработал на должности директора по октябрь 1987 года.
25 января 1988 года на должность директора Саратовского авиационного завода был назначен Ермишин Александр Викторович.
25 июня 1988 года Верховный Совет СССР принимает закон «О Кооперации в СССР», который оказал большое влияние на завод. На территории завода стали появляться кооперативы, оказавшие пагубное влияние на взаимоотношения в коллективе завода, не принёсших никаких положительных результатов в деятельности завода и вскоре ликвидированных.
1 октября 1990 года при авиационном заводе организован школьный завод «Орбита».
До 1991 года Саратовский авиазавод носил условное наименование п/я В-8122 (использовавшееся в почтовой и телеграфной переписке).

### Постсоветское время
Процесс перестройки оказал сильное влияние на дальнейшую судьбу предприятия. 10 января 1991 года Совет Министров СССР принял Постановление «О преобразовании Саратовского Авиационного завода и Саратовского электроагрегатного производственного объединения» в коллективные предприятия с передачей в собственность трудовому коллективу имущества завода, а позднее, по решению конференции совладельцев, Саратовский авиационный завод стал акционерным обществом закрытого типа (ЗАО).
Тем не менее, завод в тот период в основном сохранил профиль авиастроительного предприятия. На заводе выпускались пассажирский самолёт Як-42, его варианты и модификации Як-42Д, Як-42Ф, Як-42А. ЗАО «Саратовский Авиационный Завод» являлось одним из крупнейших авиастроительных предприятий России, располагающее большим технологическим, производственным и кадровым потенциалом.
Самолёт Як-42Д был сертифицирован Госавиарегистром КНР. Были осуществлены поставки самолётов в Китай, на Кубу.
С начала 1990-х годов завод стали посещать иностранные делегации по вопросам поставки самолётов Як-42, запчастей к ним, сотрудничества и кооперации. Так, в 1990 году завод посетили 20 делегаций (из Китая,Кубы, Италии, ФРГ, США и др.). С каждым годом их становилось всё больше и больше.
Была попытка директора завода Александра Ермишина с губернатором Саратовской области Дмитрием Аяцковым выпускать на заводе американские комбайны фирмы «Case». Было завезено из США несколько таких комбайнов на специально выделенную для этого территорию завода. Но дальше намерений дело не пошло: комбайны продали сельхозорганизациям области, производство даже не пытались начинать.
В 1993 году велись переговоры о продаже в Китай ещё десяти самолётов Як-42 по цене 12 млн долларов США за каждый самолёт при себестоимости изготовления самолёта в 7 млн долларов США. Контракт Александр Ермишин отказался подписывать — цена показалась ему низкой. В результате, 120 млн долларов США и возможные последующие доходы на завод не поступили. Китайцы не стали долго ждать и заключили с США контракт на поставку самолётов «Boeing». Предпринимаемые в дальнейшем уговоры китайцев купить самолёты по более низкой цене ни к чему не привели.
В 1994 году был заключён контракт с израильской фирмой IAI через фирму «Як-Корпорейшен» на подготовку серийного производства и изготовление самолёта «Астра-4» (проект «Galaxy»). На заводе предполагалось производить элементы фюзеляжа самолёта «Астра-4». В течение двух лет завод разрабатывал и изготавливал оснастку для этого проекта, проводил соответствующую подготовку производства. Пришлось переучивать весь персонал, переделывать технологическую документацию с учётом дюймовой системы, изготавливать заново весь мерительный, контрольный инструмент и оснастку (в том числе и сборочную) в дюймовой системе. Закупалось новое дорогостоящее импортное оборудование под дюймовую систему. Однако, после того как в Израиль в соответствии с контрактом были поставлены чертежи и оснастка, заказчик в одностороннем порядке разорвал контракт. Так были потрачены впустую два года и масса денежных средств.
К середине 1990-х годов было освоено производство спортивно-пилотажного самолёта Як-54. Испытательный полёт первого саратовского Як-54 состоялся 24 июня 1995 года Всего было выпущено 15 самолётов, в том числе 4 самолёта для США.
Проводились работы по созданию высокоэффективных экологических летательных аппаратов нового поколения на базе передовых достижений современной науки, многофункционального безаэродромного летательного аппарата без крыльев «ЭКИП». Руководство Саратовского авиационного завода предпринимало попытки найти за рубежом инвесторов для реализации проекта «ЭКИП», что увенчалось частичным успехом в январе 2000 года: директор Саратовского авиазавода Александр Ермишин ездил на переговоры в США, в штат Мэриленд, где через три года должны были пройти испытания «ЭКИПа». Предложение директора завода Александра Ермишина о финансировании параллельного производства в России американской стороной было сразу отвергнуто. Уже без участия Саратовского авиационного завода консорциум, объединяющий несколько европейских и российских исследовательских групп из университетов и промышленных предприятий, получил грант на проведение исследования течений, создаваемых крылом, подобным обтекателю ЭКИПа. Рабочее название проекта — «Vortex Cell 2050» (рус.: Вихревая ячейка 2050). Исследования идут в рамках европейской целевой программы финансирования FP6. Российско-американский летательный аппарат, созданный на основе ЭКИПа, должен был пройти лётные испытания в США в 2007 году.
Однако, в конце 1990-х начале 2000-х годов возникли большие экономические трудности: снизился и затем полностью упал спрос на самолёты Як-42, начались задержки с выплатой заработной платы, стала накапливаться задолженность перед другими предприятиями. Это произошло, как по не зависящим от руководства завода причинам, так и в связи с неграмотными действиями директора завода Александра Ермишина, который сыграл одну из основных ролей в уничтожении завода.
В 2000 году инновационно-технологический центр, созданный Саратовским государственным техническим университетом совместно с Саратовским авиазаводом, изготовил опытный образец сочленённого автобуса «Пилигрим» на базе ГАЗ-33021. Его разработкой занимался СГТУ, а сборка осуществлялась на мощностях ЗАО «Саратовский авиационный завод». Заказчиком «Пилигрима» являлась саратовская городская администрация, по плану которой партия таких автобусов в перспективе должна была обслуживать территорию Парка Победы. При длине в 10,5 м и максимально допустимой массе 5,98 т общая пассажировместимость «Пилигрима» составляла 24 человека, 22 из которых могли ехать в полностью отгороженном от кабины салоне. В 2000 году «Пилигрим» экспонировался в Саратове на городской выставке, посвящённой открытию нового моста через Волгу. В салон «Пилигрима» можно было попасть через одну из двух распашных дверей по правому борту кузова.
В 2003 году Саратовский авиационный завод выпустил последний в своей истории самолёт Як-42 — завод перестал быть авиастроительным предприятием и полностью перешёл на ремонт и техническое обслуживание самолётов Як-42. Всего заводом был выпущено 171 самолёт Як-42 и его модификаций.
Начались выполняться тяжёлые формы обслуживания ТО-10000 и ТО-20000. Однако, доходы от этой производственной деятельности не покрывали убытков, образованных до этого.
Ермишин не пожелал, чтобы ЗАО «Саратовский авиационный завод» вошёл в госкомпанию «Объединённая авиастроительная корпорация» (ОАК). Работы по «ЭКИП» остановились из-за прекращения госфинансирования.
Под видом улучшения финансового положения завода началась продажа объектов социальной структуры завода: фабрики-кухни, заводского санатория-профилактория с бассейном, заводского больничного комплекса, заводской поликлиники. Продаются детские сады и ясли, встроенные в заводские дома магазины, земли животноводческого корпуса совхоза «Комбайн», здание заводского ПТУ № 1, стадион «Волга». Продаётся достаточно новый корпус № 11 (построен и пущен в эксплуатацию в 1963 году) с 3 га земли, в котором собирались самолёты Як-38 с вертикальным взлётом и посадкой, морские ракеты, размещались производственные цеха, технологические и конструкторские службы завода.
«Саратовский авиационный завод» был включён в немногочисленный список стратегических предприятий Российской Федерации в соответствии с Указом Президента РФ от 4 августа 2004 г. № 1009 «Об утверждении перечня стратегических предприятий и стратегических акционерных обществ».
По состоянию на 2007 год цеха пустовали, не было оборудования и специалистов, у предприятия был большой долг. Часть площадей завода была распродана, гендиректор завода А. Ермишин был обвинён в продаже банку земли завода по заниженной стоимости.
Завод давно ничего не производил и за весь 2007 год смог отремонтировать только один самолёт.
В 2005 году была введена процедура банкротства. Долг ЗАО «САЗ», который составлял около 335,9 млн руб. перед ООО «Газкомплектимпэкс» ДО РАО «Газпром», в начале 2007 года выкупило ООО «Монолит-С». При этом только рыночная стоимость земельного участка (территория завода и аэродрома) составляет ориентировочно более 8 млрд руб., не считая стоимости сооружений и оборудования, материалов, доходов от производственной деятельности. Сменилось руководство завода: вместо Ермишина Александра Викторовича директором был назначен Фомин Олег Владимирович, депутат Пензенской городской думы.
В первый год, с приходом нового руководства, были погашены долги по зарплате перед персоналом, частично восстановлена инфраструктура предприятия. Завод получил ряд заказов на ремонт и обслуживание авиатехники. Было принято решение об «оптимизации» площади заводской территории: в 2009—2011 годах территория завода вместе с корпусами и оборудованием была распродана. На участке в 26 га, проданном в 2009 году за 869 млн руб., по состоянию на 2012 год находится котлован для возведения торгового центра ИКЕА. Причём поступивших от ИКЕА денег и доходов от основной деятельности могло хватить для погашения долгов и прекращения процедуры банкротства, но этого не было сделано. Наоборот, были снесены заводские корпуса, центральная проходная завода, склады, распродано или сдано в металлолом оборудование. Фюзеляжи недостроенных самолётов также порезаны и сданы в металлолом. В сборочном цехе стоит арестованный налоговой инспекцией Як-42Д. Аппарат «ЭКИП» продан в музей.
В 2010 году завод практически прекратил своё существование, возобновлена процедура банкротства. От некогда 30-тысячного коллектива осталось около 200 человек.
Заводской аэродром «Саратов-Южный» закрыт, его территория выставлена на продажу. Демонтированы практически все ангары и взлётно-посадочная полоса. В единственном оставшимся корпусе аэродрома проводятся дискотеки.
Новым руководством Олега Фомина был разрушен мемориальный комплекс памяти жертв Великой Отечественной войны. Музей истории Саратовского авиационного завода также прекратил своё существование. Музейные экспонаты и два знамени ГКО переданы в музей Технического университета г. Саратова. Ордена завода и Знамя Саратовского авиационного завода только усилиями саратовской полиции изъяты у лиц, обанкротивших завод, и переданы в краеведческий музей Саратовской области.
В 2011 году на территории завода началось строительство жилого комплекса «Авиатор». В 2012 году началось строительство жилого комплекса «САЗ».
13 августа 2012 года арбитражный суд Саратовской области принял решение о завершении конкурсного производства в рамках банкротства Саратовского авиационного завода и его исключении из Реестра юридических лиц РФ. 21 сентября 2012 года Саратовский авиационный завод был вычеркнут из Реестра юридических лиц РФ. Это первый случай в истории советской и российской авиации, когда предприятием-изготовителем было прекращено эксплуатационно-техническое сопровождение (ТО, ремонт, обеспечение запчастями и т. д.) находящихся в эксплуатации самолётов (Як-42, Як-42Д).
28 октября 2013 года в сквере Авиастроителей на проспекте Энтузиастов напротив бывшего корпуса № 11 завода был открыт памятник Саратовскому авиационному заводу, как человеку — с годами рождения и смерти. Это единственный в России памятник заводу.
В это время в оставшихся цехах завода активно распродают/распиливают оставшиеся станки.
26 декабря 2013 года в корпусе № 11 бывшего Саратовского авиазавода открылся торговый центр «Оранжевый».
В ноябре 2014 года вышла в свет книга истории Саратовского авиационного завода под названием «Судьба…». Авторы книги — ветераны-работники завода Валентин Аристархов, Александр Бернадский, Геннадий Егоров.
17 января 2014 года в Саратовском областном музее краеведения был открыт информационный киоск — экран, в который занесены книги, статьи, фильмы, фотографии и масса других материалов по истории Саратовского авиационного завода.
Созданы сайты истории и народного музея Саратовского авиационного завода, в которые занесены книги, статьи, фильмы, фотографии и масса других материалов по истории завода.
Осенью 2014 года корпорация «Ростех» рассматривала площадки в субъектах России для строительства нового авиационного завода, на котором будут производить лёгкие транспортные самолёты австрийской компании «Diamond Aircraft Industries». По словам губернатора Саратовской области, руководство корпорации было готово принять решение в пользу площадок Саратова, и в частности, площадки бывшего Саратовского авиационного завода. 20 ноября губернатор Валерий Радаев и управляющий директор по авиационным проектам госкорпорации «Ростех» Алексей Фёдоров побывали на территории бывшего Саратовского авиационного завода и обсудили возможность восстановления на этой площадке авиастроения. Но, по словам министра промышленности и энергетики Саратовской области Максима Шихалова, из-за сложностей экономического и политического характера «Ростехнологии» от сотрудничества с австрийцами отказались, производство воздушных судов было передано холдингу «Вертолёты России». Компания рассматривала площадки в Саратове, Самаре, Ульяновске и Казани. Предпочтение отдали столице Татарстана.
22 декабря 2014 года в бывшем сборочном цехе Саратовского авиационного завода состоялся запуск нового предприятия «ПирроГрупп» по производству термоизоляционных пир-плит с мягкими облицовками.
В декабре 2014 года благодаря усилиям работников Саратовского авиационного завода Валентина Аристархова, Александра Бернадского, депутата Госдумы Российской Федерации Ольги Алимовой, Министра иностранных дел Российской Федерации Сергея Лаврова был возвращён из США именной самолёт-истребитель Як-3 (заводской № 1712). Этот самолёт был произведён на Саратовском авиационном заводе (завод № 292) 26 июня 1944 года. Выкупленный на личные сбережения саратовским колхозников Ферапонтом Головатым (впоследствии Герой Социалистического Труда) самолёт 29 мая 1944 года был подарен лётчику-истребителю, саратовцу Борису Ерёмину (впоследствии Герой Советского Союза). Первый самолёт-истребитель Як-1Б, подарен Ферапонтом Головатым лётчику-истребителю Борису Ерёмину в декабре 1942 года находится в Музее боевой Славы в Парке Победы на Соколовой горе.
Именной самолёт-истребитель Як-3 № 1712 сейчас находится в Музее техники Вадима Задорожного в Красногорском районе Московской области. Ветераны Саратовского авиационного завода и депутат Госдумы Ольга Алимова ведут борьбу по возвращению именного самолёта-истребителя в Саратов, где он должен расположиться в Музее трудовой славы в Парке победы на Соколовой горе.
На территории Саратовского авиационного завода до сих пор функционирует одно из его дочерних предприятий — ООО "Завод «Сокол» Закрытого акционерного общества «Саратовский авиационный завод». После банкротства авиазавода его бывшие работники-энтузиасты взяли кредит и выкупили здание главного склада, чтобы продолжать там авиационное производство. Предприятие занимается выпуском и ремонтом узлов и агрегатов для самолётов Як-42. На заводе трудятся около 100 сотрудников, практически все они — бывшие работники САЗа.
Депутаты Госдумы Российской Федерации Ольга Алимова и Валерий Рашкин после обращения к Президенту РФ Владимиру Путину в конце 2015 года добились возбуждения 2 марта 2016 года уголовного дела по фактам фиктивного, преднамеренного банкротства Саратовского авиационного завода, хищения имущества, хищения и уничтожения федеральной собственности при преднамеренном банкротстве Саратовского авиационного завода. Уголовное дело расследует третье следственное управление СК РФ в Нижнем Новгороде.
В январе 2019 года по инициативе Председателя Государственной думы Вячеслава Володина была создана рабочая группа при Правительстве Саратовской области по возврату в собственность Российской Федерации имущества Саратовского авиационного завода. В результате, было в судебном порядке установлено, что активы Саратовского авиационного завода с 16 января 1992 года являются федеральной собственностью и никогда из неё законным путём не выбывали. По состоянию на декабрь 2020 года решениями судов были возвращены в федеральную собственность около 300 гектаров территории, где раньше располагался завод. Возвращаются в федеральную собственность и сохранившиеся заводские корпуса.
В 2024 году Вячеслав Володин заявил о намерении возродить Саратовский авиазавод.

## Музей истории Саратовского авиационного завода

### Открытие и работа музея
В целях воспитания коллектива завода на лучших трудовых и боевых традициях и привития патриотических чувств к своему заводу, партийный комитет 3 сентября 1969 года принял решение о создании на территории завода Музея Истории трудовой и боевой славы завода к 100-летию со дня рождения В. И. Ленина. Для разработки плана мероприятий по подготовке и открытию Музея истории, проведения всей организаторской и разъяснительной работы в коллективах завода решением парткома была создана специальная комиссия. Комиссия обратилась к ветеранам и всем работникам завода с просьбой принять активное участие в создании Музея Истории трудовой и боевой славы завода: воспоминания и документы, отражающие героический труд на протяжении всей его истории, передавать в отдел научно-технической информации, в редакцию заводской газеты «Знамя коммунизма», в партком завода, а также в заводские комитеты профсоюза и комсомола. Приказом директора завода от 31 октября 1969 года за № 676 «Для обеспечения организации заводского Музея боевой и трудовой славы» директором Музея был назначен Месиожник Исай Львович.
22 апреля 1970 года Музей Трудовой и боевой славы САЗ был торжественно открыт.
Музей занимал около 300 м2 площади в административной пристройке одного из корпусов завода.
За 8 месяцев 1970 года Музей Истории завода посетили более 5000 работников завода и многочисленных гостей.
Коллекция музея включает в себя документы, фотоматериалы, модели сельхозтехники, макеты самолётов, вертолётов и других изделий, иллюстрирующих развитие авиационной промышленности. Экспонаты музея всесторонне отражают периоды становления завода, трудовые достижения коллектива во время Великой Отечественной войны и в годы послевоенных пятилеток, когда САЗ стал одним из ведущих предприятий страны по созданию авиационной техники. В музее сохранились знамёна и государственные награды, которыми был награждён завод и лучшие работники в годы войны и в мирное время.
В январе 1983 года музей прошёл паспортизацию. На тот период музейные фонды составляли около 2500 предметов. Коллекция музея тщательно оберегалась и постоянно пополнялась новыми экспонатами. Все годы, пока Саратовский авиационный завод функционировал, музей был центром трудовых традиций, воспитания молодых рабочих в патриотическом духе, местом встречи ветеранов.
12 мая 1985 года постановлением Министерства культура РСФСР Музею Истории Саратовского авиационного завода «За активную работу по коммунистическому воспитанию трудящихся и молодёжи и значительный вклад в развитие музейного дела» было присвоено почётное звание «Народный музей».
В целях упорядочения деятельности музеев революционной, боевой и трудовой славы и истории развития объединений, предприятий и организаций, повышения уровня их работы по коммунистическому воспитанию и пропаганде научно-технических знаний среди трудящихся авиационной промышленности Министерством авиационной промышленности СССР совместно с Центральным Комитетом профсоюза рабочих авиационной промышленности было утверждено Типовое положение о «Музее революционной, боевой и трудовой славы и истории развития объединений, предприятий и организаций авиационной промышленности СССР» (от 21 мая 1986 года), сыгравшего определённую роль в содержании работы и функции заводского музея.
В 2002 году экспозиция музея пострадала от пожара. Впоследствии коллекция (более 1200 подлинных предметов) была восстановлена в другом помещении. С целью сохранения Музея истории САЗ и его дальнейшего полноценного функционирования, министерство культуры Саратовской области заключило соглашение с дирекцией завода о продолжении работы музея на занимаемой территории. Со своей стороны завод взял на себя обязательства по обеспечению сохранности музейной коллекции, обеспечению работы музея, предоставления возможности посещения экскурсантами.
С 2003 года Музеем истории САЗ заведовал Аристархов Валентин Андреевич.
14 января 2009 года в корпусе заводского ПТУ № 1 произошёл пожар. В это время в корпусе временно содержалась библиотека и экспонаты Музея истории САЗ — они чудом не были задеты огнём.

### Современное состояние
В 2011 году в связи с банкротством Саратовского авиационного завода Музей истории САЗ прекратил своё существование. Все экспонаты музея (2174 единиц) были переданы на хранение Саратовскому государственному техническому университету (СГТУ). Знамёна (в том числе знамя ГКО) и ордена завода были переданы в Саратовский областной музей краеведения.
Администрация СГТУ хотела разместить экспонаты в новом корпусе научно-технической библиотеки, однако до сих пор сделано этого не было.
Весной 2018 года стало известно о том, что часть экспонатов Музея истории САЗ была экспонирована в филиале СГТУ в г. Петровске, где она находится и по сей день.
Осенью 2019 года на встрече с председателем Государственной Думы РФ Вячеславом Володиным ветераны Саратовского авиазавода предложили разместить экспонаты Музея истории САЗ в строящейся школе на территории бывшего завода. Предложение было принято — началась подготовка к транспортировке экспонатов музея из Петровска в Саратов и открытию нового Музея истории САЗ.
20 мая 2021 года состоялось открытие нового Музея истории Саратовского авиационного завода, разместившегося в стенах школы «Авиатор». Несмотря на то, что много экспонатов было утрачено, активисты и бывшие сотрудники завода и преподаватели школы, которые работают экскурсоводами в музее, своими силами восстанавливают и пополняют коллекцию. Вернулись знамёна предприятия. Новинка экспозиции — кабинет инженера-конструктора, где представлены кульман и другие инструменты прошлых лет.

## Серийное производство авиационной техники
- Самолёт Р-10 — скоростной разведчик (1938—1940)
- Самолёт Як-1 — истребитель (1940—1944)
- Самолёт Як-3 — истребитель (1944—1945)
- Самолёт Як-11 — учебно-тренировочный (1946—1949)
- Самолёт Ла-15 — реактивный истребитель (1949)
- Самолёт Миг-15 — реактивный истребитель (1950—1952)
- Вертолёт Ми-4 — многоцелевой (1952—1954)
- Вертолёт Як-24 — транспортный (1952)
- Самолёт Як-25 — истребитель-перехватчик (1954—1957)
- Самолёт Як-27 — барражирующий истребитель-перехватчик (1957—1962)
- Самолёт Як-28 — многоцелевой сверхзвуковой реактивный самолёт (1963—1964)
- Самолёт Як-40 — пассажирский (1967—1980)
- Самолёт Як-38 — палубный штурмовик с вертикальным взлётом (1974—1988)
- Самолёт Як-42 — пассажирский (1977—2003)
- Самолёт Як-54 — учебно-тренировочный (1994—2004)

## Опытное производство
- Самолёт И-28 — истребитель (1939)

## Награды
- В 1942 году завод наградили орденом Ленина.
- В 1945 году завод наградили орденом Трудового Красного Знамени.
- В 1982 году завод наградили орденом Октябрьской Революции.